# Federación Internacional de Boxeo
La Federación Internacional de Boxeo (IBF o FIB) es una de las cuatro mayores organizaciones de boxeo reconocidas por el Salón Internacional de la Fama del Boxeo, junto con el Consejo Mundial de Boxeo, la Asociación Mundial de Boxeo y la Organización Mundial de Boxeo.

## Historia
A la IBF la precedió la Asociación de Boxeo de los Estados Unidos (USBA), una organización regional que organizaba campeonatos como la Federación de Boxeo de Norteamérica (NABF), el Consejo de Boxeo de Norteamérica (NABC) y la Asociación de Boxeo de Norteamérica (NABA). En 1983, en la convención anual de la Asociación Mundial de Boxeo, en Puerto Rico, Bob Lee, presidente de la USBA, perdió en su apuesta por ser presidente de la Asociación ante Gilberto Mendoza. Lee y otras personas de la convención decidieron organizar una nueva organización a nivel mundial. Este nuevo grupo se llamó USBA-International y pusieron su nueva base en Nueva Jersey.
El primer campeón mundial de la IBF fue Marvin Camel, un antiguo campeón del mundo por el Consejo Mundial de Boxeo que ganó el título en la misma división, la crucero. Durante su primer año tuvo algunos problemas pero ya en 1984 nombraron campeones como Larry Holmes, Aaron Pryor, Marvin Hagler y Donald Curry que también eran campeones en otras divisiones. En el caso de Homes llegó a renunciar al título del Consejo para aceptar el reconocimiento de la Federación Internacional.
Desde entonces la IBF ha tenido varios de los mejores campeones mundiales, Félix Trinidad que fue campeón del peso wélter desde 1993 a 2000 o Wladimir Klitschko, quién ostentó el título de campeón del mundo en la categoría peso pesado desde el año 2008 hasta el 2015. La reputación de la organización se vio seriamente dañada en 1999 después de problemas en las clasificaciones mundiales. Hiawatha Knight llegó a ser la primera mujer en presidir una organización mundial de boxeo. En 2001, Marian Muhammad la siguió como presidenta de la Federación Internacional.

## Actuales campeones

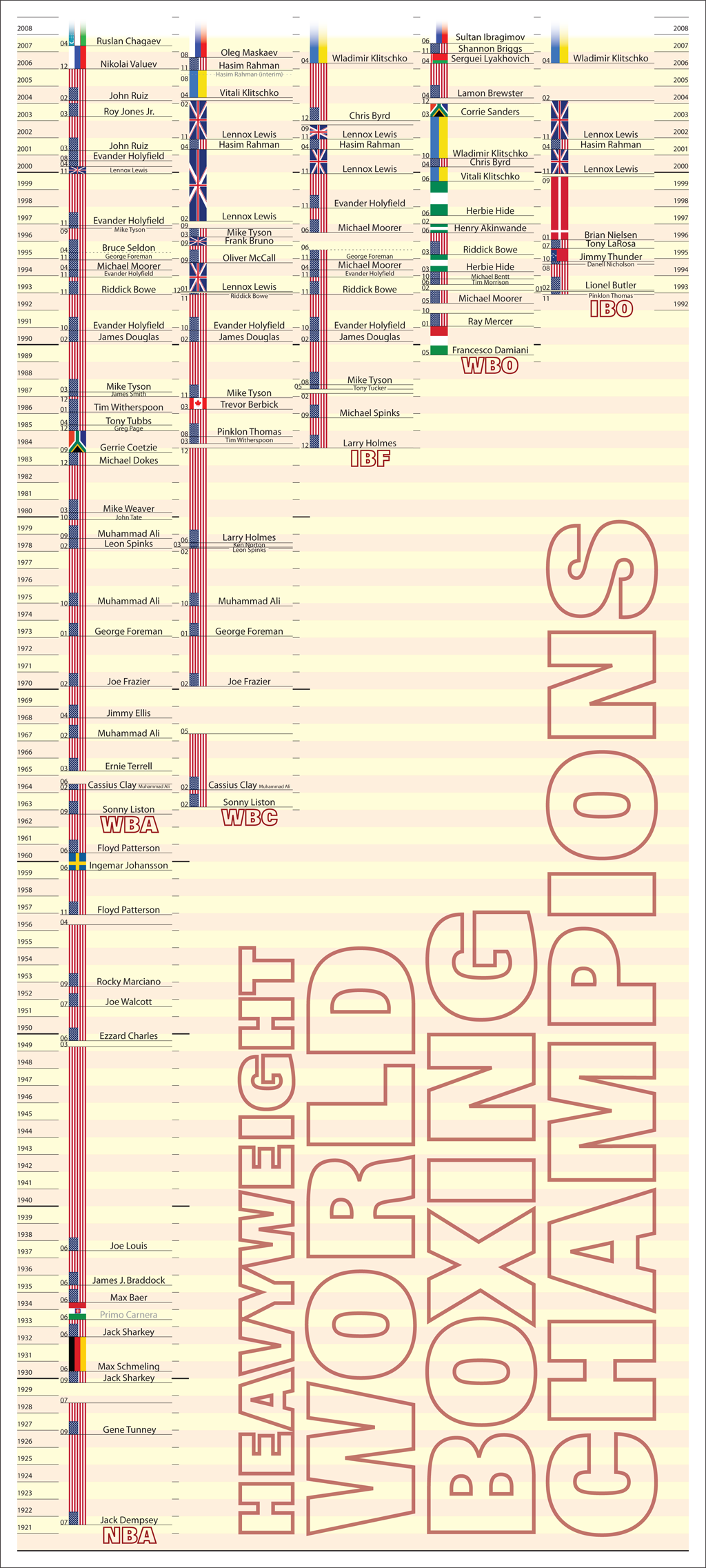
Campeones desde 1920, de los pesos pesados, para las cinco organizaciones más importantes.

### Hombres
| Peso         | Campeón              | Fecha                    |
| ------------ | -------------------- | ------------------------ |
| Paja         | Ginjiro Shigeoka     | 10 de julio de 2023      |
| Minimosca    | Sivenathi Nontshinga | 16 de febrero de 2024    |
| Mosca        | Jesse Rodríguez      | 16 de diciembre de 2023  |
| Supermosca   | Fernando Martínez    | 26 de febrero de 2022    |
| Gallo        | Emmanuel Rodríguez   | 12 de agosto de 2023     |
| Supergallo   | Naoya Inoue          | 26 de diciembre de 2023  |
| Pluma        | Luis Alberto López   | 10 de diciembre de 2022  |
| Superpluma   | Joseph Cordina       | 4 de junio de 2022       |
| Ligero       | Vacante              |                          |
| Superligero  | Subriel Matías       | 25 de febrero de 2023    |
| Wélter       | Jaron Ennis          | 10 de noviembre de 2023  |
| Superwélter  | Jermell Charlo       | 26 de septiembre de 2020 |
| Mediano      | Janibek Alimkhanuly  | 5 de octubre de 2019     |
| Supermediano | Saúl Álvarez         | 6 de novembre de 2021    |
| Mediopesado  | Artur Beterbiev      | 11 de noviembre de 2017  |
| Crucero      | Vacante              |                          |
| Pesado       | Daniel Dubois        | 25 de septiembre de 2021 |

- Actualizado al 10/03/2024.

### Mujeres
| Peso         | Campeona           | Fecha de obtención       |
| ------------ | ------------------ | ------------------------ |
| Átomo        | Tina Rupprecht     | 12 de enero de 2024      |
| Paja         | Sol Cudos          | 5 de abril de 2025       |
| Minimosca    | Evelyn Bermúdez    | 10 de marzo de 2023      |
| Mosca        | Gabriela Fundora   | 21 de octubre de 2023    |
| Supermosca   | Irma García        | 11 de noviembre de 2023  |
| Gallo        | Shurreta Metcalf   | 23 de octubre de 2024    |
| Supergallo   | Ellie Scotney      | 10 de junio de 2023      |
| Pluma        | Nina Meinke        | 21 de septiembre de 2024 |
| Superpluma   | Alycia Baumgardner | 15 de octubre de 2022    |
| Ligero       | Beatriz Ferreira   | 27 de abril de 2024      |
| Superligero  | Katie Taylor       | 25 de noviembre de 2023  |
| Wélter       | Lauren Price       | 12 de noviembre de 2022  |
| Superwélter  | Oshae Jones        | 22 de noviembre de 2024  |
| Mediano      | Desley Robinson    | 23 de agosto de 2024     |
| Supermediano | Savannah Marshall  | 7 de enero de 2023       |
| Semipesado   | Leni Daniels       | 12 de febrero de 2023    |
| Pesado       | Claressa Shields   | 2 de febrero de 2025     |

- Actualizado al 15/06/2025.

## Presidentes
|    | Nombre           | Nacionalidad   | Periodo       |
| -- | ---------------- | -------------- | ------------- |
| 1. | Bob Lee          | Estados Unidos | 1983-1999     |
| 2. | Hiawatha Knight  | Estados Unidos | 1999-2001     |
| 3. | Marian Muhammad  | Estados Unidos | 2001-2004     |
| 4. | Daryl J. Peoples | Estados Unidos | 2014-presente |

### Otras organizaciones mundiales
- Lista de los actuales campeones mundiales de boxeo
- Asociación Mundial de Boxeo
- Consejo Mundial de Boxeo
- Organización Mundial de Boxeo
- Federación Mundial de Boxeo Profesional
- Organización Internacional de Boxeo

### Transiciones del título
- Campeones de la Federación Internacional de Boxeo